# Wenceslao Delgado
Manuel Wenceslao Delgado, mencionado mayormente como Wenceslao M. Delgado o M. Wenceslao Delgado (Arequipa, 28 de setiembre de 1880-?, siglo XX) fue un abogado y político peruano, que se afincó en Puno. Fue diputado por Puno ante el Congreso Constituyente de 1931; ministro de Justicia, Instrucción, Culto y Beneficencia (1932-1933); y ministro de Justicia y Culto (1935-1936).

## Biografía
Nacido en Arequipa, cursó sus estudios escolares en el Colegio Santo Tomás de Aquino. Ingresó a la Universidad Nacional de San Agustín, donde se graduó de bachiller y doctor en Jurisprudencia, y se recibió de abogado.
Se trasladó a Puno, donde instaló su bufete. Fue miembro fundador del Ilustre Colegio de Abogados de Puno en 1910, profesor en el Colegio Seminario San Ambrosio, presidente de la Junta Departamental de Puno, así como director del diario El Eco de Puno. Bajo esta última gestión, afrontó en 1912 un juicio de imprenta por difamación, por haber dado acogida en su diario a un memorial originalmente publicado en La Prensa de Lima, donde se acusaba al vocal Alejandro Cano de arrebatar tierras a las comundidades indígenas mediante «el terror, la desolación y el asesinato».
Cuando a mediados de la década de 1910 estalló en Puno la rebelión de Teodomiro Gutiérrez Cuevas (apodado Rumi Maqui), Delgado, junto con otros importantes personajes de la ciudad del altiplano, como el presidente de la Corte Superior, Teófilo Núñez; y el obispo, monseñor Valentín Ampuero, elevó un pedido al supremo gobierno, exigiéndole que pusiera fin a dicha subversión, que afectaba a los grandes hacendados.
De 1912 a 1918 fue senador suplente por Puno. En 1931 fue elegido diputado por Puno ante el Congreso Constituyente, por el partido Unión Revolucionaria, el mismo del entonces electo presidente constitucional, Luis Sánchez Cerro. Llegó a ser primer secretario del Congreso Constituyente.

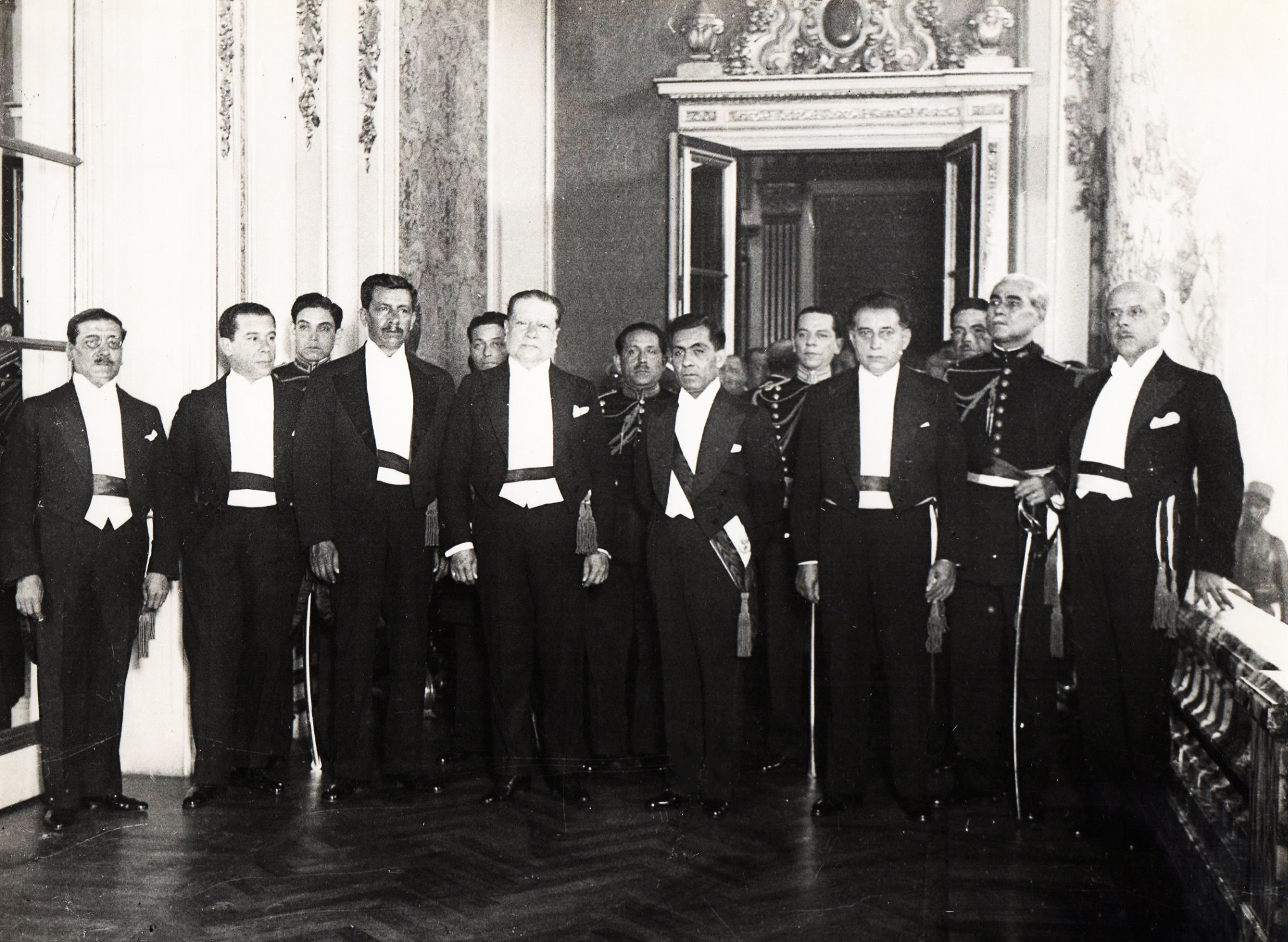
Gabinete Manzanilla, del gobierno de Luis Sánchez Cerro. Wenceslao Delgado, como ministro de Justicia, Instrucción, Culto y Beneficencia, es el tercero de izquierda a derecha. Foto tomada en Palacio de Gobierno, el 24 de diciembre de 1932.

El 24 de diciembre de 1932, asumió como ministro de Justicia, Instrucción, Culto y Beneficencia, formando parte del gabinete ministerial presidido por José Matías Manzanilla, quien, al igual que Delgado, era congresista (por Ica).
Tras el asesinato del presidente Sánchez Cerro y la asunción del segundo gobierno del general Óscar R. Benavides el 30 de abril de 1933, se mantuvo el gabinete Manzanilla, con solo dos cambios. La juramentación del remozado gabinete se dio el 3 de mayo. Delgado permaneció en la cartera de Justicia, Instrucción, Culto y Beneficencia,
 hasta el 26 de junio del mismo año, cuando fue reemplazado por Daniel Olaechea.
En octubre de 1935, con la reestructuración del Consejo de ministros presidido entonces por el general Manuel E. Rodríguez, Delgado volvió a ser convocado para encabezar el ministerio de Justicia y Culto (que ahora ya no incluía el ramo de Instrucción pues este se acababa de transformar en el ministerio de Educación Pública). Permaneció en dicha función hasta abril de 1936, cuando se dio pase a un nuevo gabinete ministerial presidido por el coronel Ernesto Montagne Markholz, siendo reemplazado por Diómedes Arias Schreiber.
En 1939 era Procurador General de la República.